# Výpočet starobního důchodu v České republice
Výpočet starobního důchodu je proces, který při znalosti osobních dat, stanovených parametrů a matematických postupů vede ke zjištění výše starobního důchodu.
Podmínky pro přiznání starobního důchodu v České republice stanoví Zákon o důchodovém pojištění (č. 155/1995 Sb.). Prováděcími předpisy zákona jsou především nařízení vlády o výši všeobecného vyměřovacího základu za příslušný rok.

## Česká správa sociálního zabezpečení
Pokud občan splňuje podmínky pro přiznání starobního důchodu, může na příslušné Okresní správě sociálního zabezpečení (Pražské správě sociálního zabezpečení) podat žádost o důchod. Musí se dostavit osobně, případně musí pověřit plnou mocí jinou osobu. Pokud chce žadatel podání žádosti vyřídit při jediné návštěvě úřadu, může využít rezervační systém, do kterého vstoupí na stránkách České správy sociálního zabezpečení (ČSSZ). Vybere si volný den a hodinu a tento vybraný termín může být první i poslední návštěvou úřadu. Při této první návštěvě však musí však doložit  všechny potřebné doklady:
- občanský průkaz nebo jiný doklad totožnosti (cestovní pas, povolení k pobytu)
- výuční list, maturitní vysvědčení nebo vysokoškolský diplom, které dokladují délku studia
- u nedokončeného vzdělání doklady o délce studia (vysvědčení z jednotlivých ročníků, výkaz o studiu - index)
- vojenská knížka, která dokladuje délku vojenské služby
- rodné listy dětí prokazující výchovu dětí
- doklady o svěření dítěte do péče nebo doklady o osvojení, které prokazují výchovu dětí nebo péči o děti

Do 90 dnů zašle ČSSZ žadateli Rozhodnutí, které obsahuje Osobní list důchodového pojištění. V těchto dokumentech je obsažen výpočet výše důchodu.

## Specifika žádosti o důchod
- žádost o důchod podává občan pouze jedenkrát za život (na rozdíl od přepisu automobilu, či žádosti o rozvod)
- vypočtenou výši důchodu chápe žadatel jako ocenění jeho celoživotní práce
- žádost o důchod není na zkoušku, prakticky jde o nevratný akt

## Specifika roku 2023
- v roce 2022 se v České republice zvedly spotřebitelské ceny proti roku 2021  o 16,4 %. [2]
- v reakci na to byly stávající důchody 3x valorizovány (z toho 2x mimořádně)
- naopak parametry, které jsou zásadní pro výši nově přiznávaných důchodů v roce 2023, vzrostly pouze o 3,6 %.[3]
- důchod konkrétního žadatele vyměřený v roce 2023 by tak byl menší než důchod vyměřený v roce 2022 (a valorizovaný 1.1.2023)
- ČSSZ si byla situace vědoma, a tak vydala tiskovou zprávu, kde upozorňovala, že dříve vypočítaný důchod může být větší dokonce i v případě důchodů, které budou zatíženy zatížených srážkou za předčasný odchod do důchodu[3]
- tiskovou zprávu ČSSZ vzaly v potaz tisíce lidí; žadatelů o předčasný důchod bylo v listopadu 2022 téměř tolik jako za celý rok 2021[4]
- otevřenost a vstřícnost ČSSZ předešla zklamání a zlobu žadatelů, kteří by spoléhali na pravidlo: delší důchodové pojištění – delší důchod

## Výpočet důchodu před požádáním žádosti o důchod
Vzhledem k tomu, že ČSSZ není finančním poradcem, s kterým je možno konzultovat optimalizaci důchodu, hledá mnoho potencionálních starobních důchodců cestu, jak zjistit výši důchodu nebo jak správně načasovat odchod do důchodu. Existují důchodové kalkulačky na webových stránkách různých firem zabývajících se finančnictvím. Důchodová kalkulačka na e-Portálu ČSSZ spolupracuje s databází ČSSZ, a proto není potřeba ručně vyplňovat data. Podmínkou je přístup pomocí bankovní identity. Pokud není zjištěna identita zájemce o údaje, musí být tabulka vyplněna ručně. Data potřebná pro ruční vyplnění lze získat v Informativním osobním listu důchodového pojištění.
Další možností jak získat předběžný výpočet je zhotovení výpočtu osobou nebo firmou, které se touto činností zabývají. Poslední možností jak zjistit výši či optimální výpočet nástupu do důchodu je výpočet svépomocí. Výpočet svépomocí se bude lišit od výpočtu ČSSD minimálně v řádu korun. Tato nepřesnost bude způsobena například zaokrouhlováním. Dalším zdrojem nepřesností budou neaktuální informace v Informativním osobním listu důchodového pojištění (IOLDP). IOLDP posílá na žádost pojištěnce ČSSZ do několika dnů, ale data z posledního období chybí a je nutné je odhadnout. 

## Postup výpočtu
1. máme vyměřovací základ roku 1986 z Informativního osobního listu důchodového pojištění
2. máme koeficient nárůstu pro rok 1986, který se dá najít na webu
3. vynásobením hodnot získáme Roční vyměřovací základ (RVZ) pro rok 1986
4. postup zopakujeme pro všechny roky
5. sečtením všech RVZ získáme úhrn všech RVZ[5]
6. úhrn RVZ vydělíme počtem dní (počet dní získáme odečtem vyloučených dob od kalendářních dní)
7. získaný podíl vynásobíme číslem 30,4167
8. získaný součin je Osobní vyměřovací základ (OVZ)
9. Osobní vyměřovací základ se redukuje na Výpočtový základ
10. redukce se provádí za pomoci redukční hranice, která je obsažena v Nařízení vlády zveřejněné ve Sbírce zákonů v září předešlého roku
11. částka odpovídající redukční hranici tvoří první část Výpočtového základu
12. z částky převyšující redukční hranici se započítává do Výpočtového základu 26%, a tato částka tvoří druhou část Výpočtového základu
13. Výpočtový základ vynásobíme odpracovanými roky a koeficientem 1,5
14. součin tří hodnot představuje procentní část důchodu
15. teprve připočtením základní výměry získáme výši starobního důchodu

Výchovné ve výši 500 Kč za vychované dítě dostává ta osoba, která podá Žádost o výchovné současně s žádostí o přiznání starobního důchodu.